# 医療捜査官 財前一二三
『医療捜査官 財前一二三』（いりょうそうさかん ざいぜんひふみ）は、2011年から2019年までフジテレビ系で放送された刑事ドラマシリーズ。全6回。主演は高島礼子。
放送枠は「金曜プレステージ」（第1作 - 第5作）、「土曜ワイド」（第6作）。

## キャスト

### 警察庁刑事局特別捜査課
財前一二三
演 - 高島礼子
医療捜査官。階級は警視で、医師免許を持つ。捜査が難航する変死体が発見されると、現場が全国各地であっても出動する。時には医師として潜入捜査をする。大学を卒業後に臨床へ進み、現在に至る。医療捜査官に転身したきっかけは、5年前に恋人の真が職場で倒れて救急病院に搬送されるも、アレルギー確認なしの医療ミスで死亡。恋人の両親と共に医療過誤を告発するが、当事者である医師が取り調べ中に刑事の医学知識の薄さを逆手に不可抗力を主張。口裏を合わせた病院側と真実を隠蔽して罰せられなかったからである。人間不信に陥ったために、独身で実家住まいを続けている。母には警察官である事を隠していて、医者で通している。家事は目玉焼き一つ作れないほどの料理を含め、全くできない。
瀬戸四朗
演 - 北村総一朗（第1作 - 第5作）
課長。考古学に興味を持つ。一二三の軽蔑するような見下す視線が好き。第6作はロサンゼルス市警の視察旅行のため不在。
五十嵐鞘次郎
演 - 西村雅彦（第1作・第2作・第5作・第6作）
神奈川県警捜査一課より出向の刑事。階級は巡査部長。柔道3段。警察官経験の浅い一二三の相棒として、捜査をサポートする。独身で一人暮らしが長く、里芋の煮っ転がしが得意料理。百代に対しては警察官という事実は隠し、レセプトで通している。
五藤直樹
演 - 中村橋之助（第3作・第4作）
神奈川県警捜査一課より出向の刑事。階級は警部。神奈川県警のプリンスと呼ばれ、妙な腰の軽さがみられる。年下の所轄署刑事を「所轄君」と呼ぶ癖がある。気の強い女が苦手。女性関係で2度も財産を失いかけた経験があり、結果的に民事訴訟に詳しくなった。

### 神奈川県警川崎南警察署
有馬忠明
演 - 小野寺丈（第4作・第5作）
階級は巡査。
六車善治
演 - 石倉三郎（第3作 - 第6作）
階級は巡査部長。五十嵐の先輩。

### 財前家
財前百代
演 - 草村礼子（第1作・第5作）
一二三の母。刑事だった夫・十五が20年前に殉職したため、警察という閉鎖的な組織に殺されたという意識が強い。父は医師でかつて病院を経営していた。
財前十五
演 - 金沢まこと（第5作）
一二三の父。元警視。20年前に強盗犯の凶弾に倒れ殉職。

### ゲスト
第1作「顔と指紋の無い身元不明の焼死体！重病患者の謎の退院に隠された陰謀〜病院内に渦巻く復讐の罠…消えたカルテが誘う第2殺人」（2011年）
- 工藤満代（石和田総合病院 看護師長） - 床嶋佳子
- 石和田正晴（石和田総合病院 院長） - 升毅
- 塩山富一（石和田総合病院 入院患者） - 河原さぶ
- 田端峰男（石和田総合病院 副院長） - デビット伊東
- 石和田佐和子（石和田総合病院 理事長・正晴の妻） - 大沢逸美
- 谷川陽三（石和田総合病院 元入院患者） - 石田延之
- 小池（鑑識） - 小野寺丈
- 田中敬三（神奈川県警察 本部長） - 井之上隆志
- 真鍋ゆり（石和田総合病院 看護師） - よしこさん
- 日野（監察医） - 山本康平
- 医師 - 坂本直季
- 木村（石和田総合病院 入院患者） - 薄井伸一
- 石和田総合病院 入院患者 - 白山照彦
- 保険局員 - 柴嶺亮
- 松永（バーテンダー・元警視庁鑑識） - 仲本工事
- 大樹、塚原賢二、別府彩、柴田洋子

第2作「遺体解剖後に消された病理医!? 4年前の事件が呼び起こす歪んだ愛の殺人連鎖…闇に潰された再捜査が示す悲しい絆と復讐の鬼」 （2011年）
- 有村和志（横浜西警察署刑事課 課長） - 中原丈雄
- 西田眞弓（横浜中央大学病院 法医学者） - 伊藤かずえ
- 坂巻直人（横浜中央大学病院 病理医） - 池内万作
- 木谷ともえ（横浜中央大学病院 薬剤師・久保田の元婚約者） - 井村空美
- 杉清美（横浜西警察署 鑑識） - 阿南敦子
- 沢田（警視庁科学捜査研究所 研究員） - 土屋裕一
- 深山（横浜西警察署刑事課 刑事・五十嵐の相棒） - 進藤学
- 野本旬（ホームレス） - 古本新乃輔
- 久保田正秋（4年前の強盗殺人事件の被疑者・有罪判決後自殺） - 川口真五
- 阿部典子（阿部の娘・4年前 急性骨髄性白血病で死亡） - 田川恵美子
- ホームレス - 銀次郎
- 竜崎興業 組員 - 木村勇太、保科光志
- 竜崎興業 若頭の愛人 - 茨木菜緒
- ペンギンカメラ 店員 - 小和田貢平
- 4年前の目撃者 - 江川泰子
- 警官 - 斎藤勉
- コインロッカーの鍵を開けた男性 - 松浦眞哉
- 商店街の通行人 - 法月輝美
- 商店街会長 - 大久保運
- 医療従事者 - 窪園純一
- 業者 - 児島功一
- 時計店店員 - 塚原賢二
- 明応大学剣道部 顧問 - 太田行雄
- 阿部壮介（横浜西警察署 清掃員） - 螢雪次朗
- 岩田丸、河本タダオ、小林正樹、小林博、大竹瞳

第3作「死のカルテが導くウィルス新薬の謎と悲しき真実…連続殺人の裏に潜む薬物犯罪!? 医学部の陰謀を医療捜査のメスが刻む！」（2012年）
- 塚本将道（啓徳大学医学部 准教授・教授選の候補者・一二三の大学時代の同級生） - 神保悟志
- 矢上梨奈（啓徳大学医学部 2年生・テニスサークル所属） - 大後寿々花
- 秦和宣（啓徳大学医学部 准教授・教授選の候補者） - 相島一之
- 胡桃沢愛（啓徳大学経済学部 2年生・テニスサークル所属） - 緑友利恵
- 松山倫太郎（啓徳大学医学部 6年生） - 菊田大輔
- 胡桃沢尊（啓徳大学医学部 准教授・教授選の候補者・愛の叔父） - 乃木涼介
- 大原（啓徳大学医学部 教授） - 森下哲夫
- 篠原香織（啓徳大学病院 看護師・細野の恋人） - 赤澤セリ
- 細野洋介（レイホー製薬 MR） - 小野健太郎
- 松山海蔵（倫太郎の父） - 芦川誠
- 神崎博（神奈川県警川崎南警察署 刑事・巡査） - 大西武志
- 啓徳大学教授選の関係者 - 井上浩、速見領、高桑満
- 胡桃沢（胡桃沢総合病院 院長・愛の父・尊の兄） - 国枝量平
- 松山喜美子（倫太郎の母・海蔵の妻・5年前死亡） - 南風佳子
- 啓徳大学医学部 研究員 - 宇井晴雄
- 塩酸メチルフェニデートを摂取してる学生 - 岡城也、長谷川麻衣
- 啓徳大学医学部 学生 - 切田亮介
- 高槻祐士、塚原賢二、三浦一帆、浜崎雄大、佐藤功、佐藤志穂、杉田徳弘、名倉右喬、藤原裕子、三原哲郎、村津和也

第4作「名門校で相次ぐ生徒の心臓発作 不審死に秘めた学校の思惑と薬物投与疑惑!? 証拠のない遺体に財前が正義のメスを刻む」（2013年）
- 堀田亮一（蓮道学園高等学校 水泳部テクニカルコーチ・龍生の父） - 高橋和也
- 福永慶造（蓮道学園高等学校 水泳部監督・オリンピック銀メダリスト・五藤の後輩） - 山田純大
- 高井戸明子（蓮道学園高等学校 理事長） - 岡まゆみ
- 山根直美（蓮道学園高等学校 水泳部フィジカルコーチ） - 木内晶子
- 須賀泰之（健康食品「Hertha」社長） - おかやまはじめ
- 佐々木潔（スポーツ用品「Roaders」宣伝部長・鉄平の父） - 冨家規政
- 堀田龍生（蓮道学園高等学校 水泳部員・2か月前死亡） - 竹内寿
- 工藤由加（蓮道学園高等学校 水泳部マネージャー） - 入来茉里
- 牧野賢太（蓮道学園高等学校 水泳部の元エース） - 中山優貴
- 佐々木鉄平（蓮道学園高等学校 水泳部の現エース） - 栗原吾郎
- 亀梨（蓮道学園高等学校 副理事長） - 村上かず
- 健康食品「Hertha」社長秘書 - くらまたゆか
- 蓮道学園高等学校 水泳部員 - 五十嵐健人
- 松田（蓮道学園高等学校 水泳部員） - 油木田一清
- 早見（蓮道学園高等学校 水泳部員） - 中尾聡
- 岡田（蓮道学園高等学校 水泳部員） - 平田雄也
- 岸田タツヤ、鈴木龍之介、渡部恵美奈、桝本圭作、杉浦琴乃、興津聖、片田健太、鳥居将成、小林麗菜、土屋櫻子

第5作「湯けむりに沈む殺意！温泉病院殺人事件」（2014年）
- 大倉かなえ（北野温泉病院 院長兼理事・弁護士） - 戸田恵子
- 北野三晴（裕一郎の次男・北野ホールディングス 社長） - 津田寛治
- 北野一尋（裕一郎の長男・北野物流 社長） - 矢島健一
- 藤田亜美（裕一郎の長女・ブティック「ラヴィサン」経営者） - 比企理恵
- 柿沢真白（美登里の娘・北海道の看護師） - 白羽ゆり
- 北野茜（裕一郎の次女・無職） - 猫背椿
- 北野裕一郎（北野ホールディングス 会長・北野温泉病院 理事長） - 藤木孝
- 柿沢美登里（裕一郎の恋人） - 一柳みる
- 藤田莞治（亜美の夫・別居中） - 小倉功
- 由津木邦正（暴行罪の前科者・7年前死亡） - 山口嘉三
- 翔子（北野温泉病院 看護師） - 竹本聡子
- 大倉寛也（かなえの息子・7年前死亡） - 百瀬朔
- ホスト - 塩川渉、若宮亮

第6作「人気ミステリー作家が仕掛ける連続殺人トリック！次々に予言通り殺される関係者！殺意のメスに隠された謎？」（2019年）
- 伊瀬光三郎（人気ミステリー作家・元医者で財前のかつての指導医） - 長谷川初範
- 鵜飼秋夫（文央社社員・伊瀬の元担当） - 斉木しげる
- 永池カオル（主演女優） - 香寿たつき
- 伊瀬妙子（光三郎の妻） - 山口美也子
- 柏田徹（文央社社員・伊瀬の現担当） - 湯江健幸
- 児島佑典（神奈川県警横浜南署刑事・巡査） - 須藤公一
- 遠山大吾（伊瀬の助手） - 石井智也
- 波多野茜（女優） - 中別府葵
- 中島良介（映画監督） - 秋間登
- 村重順子（カオルのマネージャー） - 佐藤恭子
- 半田健一（映画プロデューサー） - 北嶋テツヤ
- 鑑識A - 宮島岳史
- 木谷七彦（警察庁特別捜査課課長代理・警視） - 小野武彦
- その他のキャスト：貞平麻衣子、今村直樹

## スタッフ
- 原作 - 酒井直行
- 原作協力 - 「医療捜査官像王」作画・長尾文子（秋田書店プレイコミック）
- 脚本 - 酒井直行（1）、入江信吾（2-5）
- 演出 - 赤羽博（1、5）、麻生学（2、3）、伊藤寿浩（4）、池添博（6）
- 音響効果 - スポット
- ボディスタント - FCプラン（1）、エレメンツ（2、5）、Gocoo（3）、剣武会（4作）
- 技術協力 - WING-T（1、5）、フォーチュン（2、3）、ブル（2、3）、ビデオフォーカス（4）、ジースタッフ（4）
- 照明協力 - Kカンパニー（2、3）、ティ・エル・シー（4）、ラ・ルーチェ（5）
- 美術協力 - KHKアート、KFライズ（第3作）、京映アーツ（第4作）
- 編集 - バウムレーベン（1、5）、ビデオスタッフ（2、3）、アムレック（5）
- 車輌 - アスカロケリース（1）、ウイング（2）
- 協力 - タツノコプロ（1）
- スタジオ - 角川大映撮影所（2-）
- 広報 - 為永佐知男
- 撮影協力 - 埼玉医科大学病院、埼玉医科大学国際医療センター、帝京大学医学部附属病院（2）、国立女性教育会館（2）、文教大学付属中学校・高等学校（4） ほか
- 編成企画 - 現王園佳正（1）、松崎容子（1）、鹿内植（2）、瀧澤航一郎（2、3）、佐藤未郷（3、4）、高木明梨須（5）、増本淳（6[注 7]）
- プロデューサー - 菅井敦（1、3）、梶野祐司（2）、井上竜太（2、6）、中田好美（5、6）
- 制作 - フジテレビ
- 制作著作 - ホリプロ

## 放送日程
| 話数 | 放送日         | サブタイトル | 脚本     | 演出     | 視聴率 |
| ---- | -------------- | --- | -------- | -------- | ------ |
| 1    | 2011年05月13日 | 顔と指紋の無い身元不明の焼死体！重病患者の謎の退院に隠された陰謀 〜病院内に渦巻く復讐の罠…消えたカルテが誘う第2殺人 | 酒井直行 | 赤羽博   | 13.3%  |
| 2    | 12月16日       | 遺体解剖後に消された病理医!? 4年前の事件が呼び起こす歪んだ愛の殺人連鎖… 闇に潰された再捜査が示す悲しい絆と復讐の鬼  | 入江信吾 | 麻生学   | 13.0%  |
| 3    | 2012年08月03日 | 死のカルテが導くウィルス新薬の謎と悲しき真実…連続殺人の裏に潜む薬物犯罪!? 医学部の陰謀を医療捜査のメスが刻む！      | 入江信吾 | 麻生学   | 11.6%  |
| 4    | 2013年11月08日 | 名門校で相次ぐ生徒の心臓発作 不審死に秘めた学校の思惑と薬物投与疑惑!? 証拠のない遺体に財前が正義のメスを刻む        | 入江信吾 | 伊藤寿浩 | 09.7%  |
| 5    | 2014年06月06日 | 湯けむりに沈む殺意！温泉病院殺人事件                                                                                | 入江信吾 | 赤羽博   | 09.7%  |
| 6    | 2019年02月16日 | 人気ミステリー作家が仕掛ける連続殺人トリック！次々に予言通り殺される関係者！ 殺意のメスに隠された謎？               | 入江信吾 | 池添博   |        |

- 視聴率はビデオリサーチ調べ、関東地区・世帯